# Dimayor 1981
El Campeonato Oficial DIMAYOR 1981 fue la tercera edición del principal torneo de la División Mayor del Básquetbol de Chile, máxima categoría del básquetbol profesional de Chile. Al término del campeonato, Español de Talca se consagró campeón por primera vez en su historia.

## Aspecto generales
Los 8 equipos se enfrentáron en una rueda única, siendo campeón el equipo que quedaba en primer lugar. Este fue el mismo formato usado en las 2 anteriores de la Dimayor.
Con respecto a la temporada anterior salieron los equipos Unión Española, Universidad de Chile y Universidad de Concepción. 
Los lugares de estos fueron ocupados por Malta Morenita de Osorno, Petrox de Talcahuano y Phoenix de Valdivia.

## Tabla de posiciones
Los 8 equipos que participaron en el torneo se enfrentaron entre sí solo en encuentros de ida. Al finalizar las 7 fechas, el equipo que sumó más puntos a lo largo de la fase regular, se consagró campeón.
| Pos | Equipo                   | PJ | PG | PP | Pts |
| --- | ------------------------ | -- | -- | -- | --- |
| 1°  | Español de Talca         | 7  | 7  | 0  | 18  |
| 2°  | Malta Morenita de Osorno | 7  | 7  | 0  | 14  |
| 3°  | Naval de Talcahuano      | 7  | 4  | 3  | 11  |
| 4°  | Sportiva Italiana        | 7  | 3  | 4  | 10  |
| 5°  | Thomas Bata de Peñaflor  | 7  | 2  | 5  | 9   |
| 6°  | Petrox de Talcahuano     | 7  | 2  | 5  | 9   |
| 7°  | Phoenix de Valdivia      | 7  | 1  | 6  | 8   |
| 8°  | Esperanza de Valparaíso  | 7  | 0  | 7  | 5   |

|  | Campeón de la Dimayor |

## Campeón
| Chile                              |
| Campeón Español de Talca 1º título |